# Deruviano
Deruviano (latim medieval: Deruvianus), também conhecido por vários outros nomes, incluindo Damiano, foi um bispo e santo possivelmente lendário do século II, que teria sido enviado pelo papa para responder ao pedido do Rei São Lúcio de batismo e conversão ao Cristianismo. Junto com seu companheiro São Fagano, é considerado o apóstolo da Grã-Bretanha.
A carta do rei São Lúcio (na maioria dos relatos, ao Papa Eleutério) pode representar tradições anteriores, mas não aparece em fontes sobreviventes antes do século VI; os nomes dos bispos enviados a ele não aparecem em fontes anteriores ao início do século XII, quando sua história foi usada para apoiar a independência dos bispos de São David no País de Gales e a antiguidade da Abadia de Glastonbury na Inglaterra. A história se tornou amplamente conhecida após sua aparição na História dos Reis da Grã-Bretanha de Geoffrey de Monmouth. Isso foi influente por séculos e seu relato de São Fagano e São Deruviano foi usado durante a Reforma Inglesa para apoiar as reivindicações de católicos e protestantes. O Cristianismo estava bem estabelecido na Grã-Bretanha romana no século III. Alguns estudiosos, portanto, argumentam que as histórias preservam um relato mais modesto da conversão de um chefe romano-britânico, possivelmente por emissários romanos com esses nomes.
Provavelmente erroneamente, a história de Deruviano foi confundida com a do lendário São Difano, que se pensava ter sido o homônimo de Merthyr Dyfan e Llanddyfnan. Seu memorial não aparece em nenhum calendário medieval galês dos santos e não é atualmente observado pelas Igrejas anglicana, católica romana ou ortodoxa no País de Gales.

## Nome
O nome de Deruviano também é citado como "Duviano" (Duvianus) ou "Dwywan" e, devido a erros de escriba, também aparece em listas de santos modernos como "Damiano" (Damianus). O bispo Ussher lista inúmeras outras variantes e erros de grafia, embora a identificação de Deruviano com São Difano, o suposto homônimo de Merthyr Dyfan no País de Gales, pareça ter sido introduzida pelo antiquário amplamente desacreditado Iolo Morganwg e seja geralmente desconsiderada.